# 聖穆皇后
聖穆皇后（せいぼくこうごう、? - 947年以前）は、五代十国の人物で、後周の太祖郭威の1番目の妻（即位前没）。皇后を追贈された。姓は柴氏で、世宗柴栄の叔母にあたる。

## 生涯
邢州竜岡県の人。初め、容色により選ばれ、後唐の荘宗李存勗の後宮に入り、嬪（側室）となった。明宗李嗣源が即位すると、李存勗の妃嬪らは実家に帰された。柴氏はその道中で同郷人の郭威と偶然に出会い、一目ぼれした。柴氏の父は「お前は皇帝の嬪だ、再婚の相手は節度使ぐらいでなければならん。その貧乏人はなんだ」と怒った。柴氏は「彼には優れた力量があり、きっと出世します。皇宮での蓄えから半分、お父様お母様に差し上げます。残り半分を私たちの家産にしますので」と応じ、郭威と結婚した。
郭威は酒や賭博を好み、任侠をこととしたので、柴氏が常にいさめた。早世し、郭威が後周を建てて皇帝に即位すると、皇后を追贈され、「聖穆」と諡された。
兄の柴守礼の子である柴栄を育て、柴栄はのちに郭威の後継者となった。

## 伝記資料
- 『新五代史』
- 『旧五代史』